# Can Gomar
Can Gomar és un edifici de Castelldefels (Baix Llobregat), declarat bé cultural d'interès nacional.

## Història
Al llarg del temps ha tingut diversos noms: Can Claret (1883-1909), Can Minguet o Can Gomà (1920), Can Ballester (1932). Actualment és propietat de l'Ajuntament de Castelldefels, que l'ha rehabilitat com a casa de cultura.

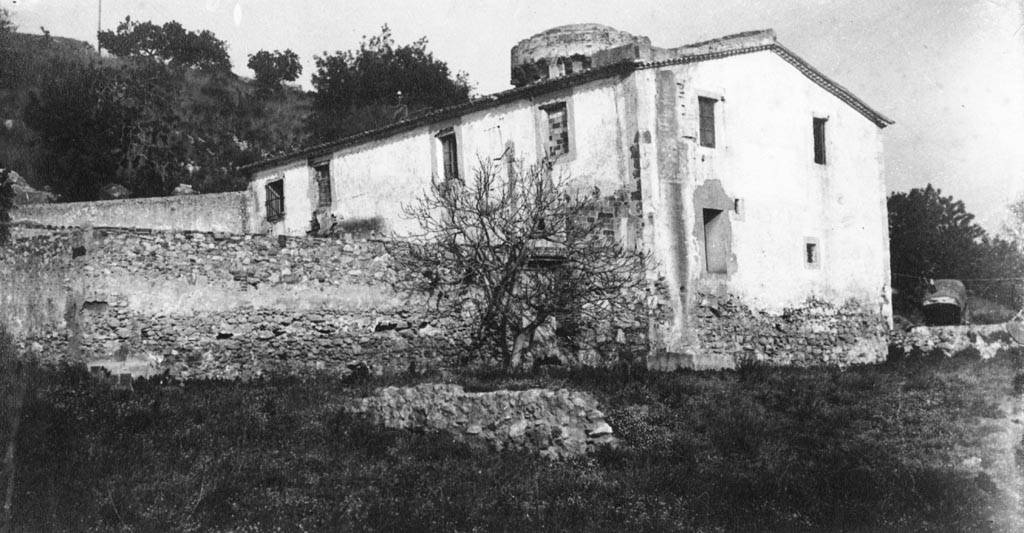
El mas (1926)

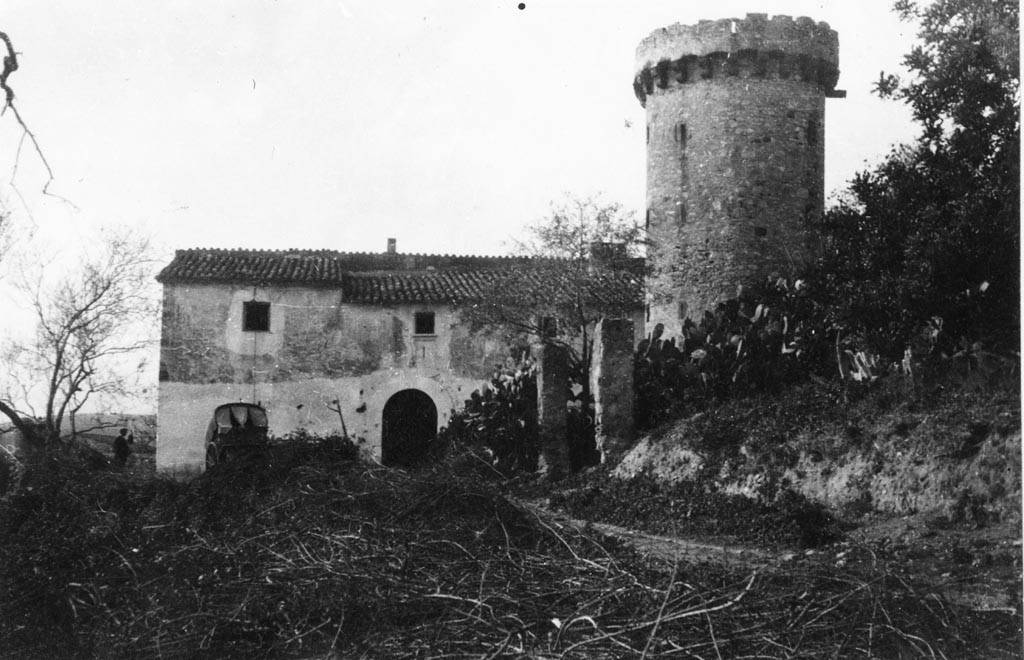
La torre (1926)

## Descripció
Es troba al peu del turó del Castell, al límit del nucli urbà, entre can Roca de Baix i l'antiga masia de ca n'Arnand. Es tracta d'una torre de planta circular i envoltada per un matacà continu. Aquesta torre, juntament amb d'altres que hi ha a Castelldefels, van ser erigides al segle xvi per controlar la línia de la costa de les incursions corsàries dels turcs.
La torre s'uneix a la masia per la planta baixa mitjançant un petit pont. Aquesta, de planta rectangular, consta de planta baixa i pis i coberta a dues aigües. La masia i la torre tenen llindes, brancals i dovelles de pedra de marès vermella.